# 北美狗鱼
北美狗鱼（Esox masquinongy），也称大狗鱼（法語：maskinongé，简称），是輻鰭魚綱狗魚目狗魚科中分布于北美洲常见的一種大型掠食性淡水鱼，是狗鱼属最大的物种。
北美狗鱼学名的拉丁文种小名和其加拿大法语与英语称呼都是源于美洲原住民语言的外来语，公认的来源被认为是奥杰布瓦语的maashkinoozhe或阿尔冈昆语的maskinunga，意思是“大鱼”。

## 分布
北美狗鱼栖息在北美洲的湖泊和大河中水质较清的芦苇边缘和露头岩石之间，并且会根据水温在浅水和深水之间交替活动。它们主要分布范围从密歇根北部、威斯康星北部和明尼苏达北部、五大湖地区和纽约州西部的肖托夸湖，向动延伸到加拿大圣劳伦斯河流域的大部分地区，向北包括哈德森湾流域上游的北红河，以及向南包括密西西比河上游河谷甚至到达田纳西河上游的查塔努加。南卡罗来纳和佐治亚北部的一些河流和水库内也发现了北美狗鱼，当然这些可能都是被放游长大的鱼苗。北美狗鱼在1960年代末期还被引入到圣约翰河的西段上游，至今已经扩散到缅因北部的许多水网中。犹他州的三处水库中有杂交的虎纹狗鱼。

## 亚种

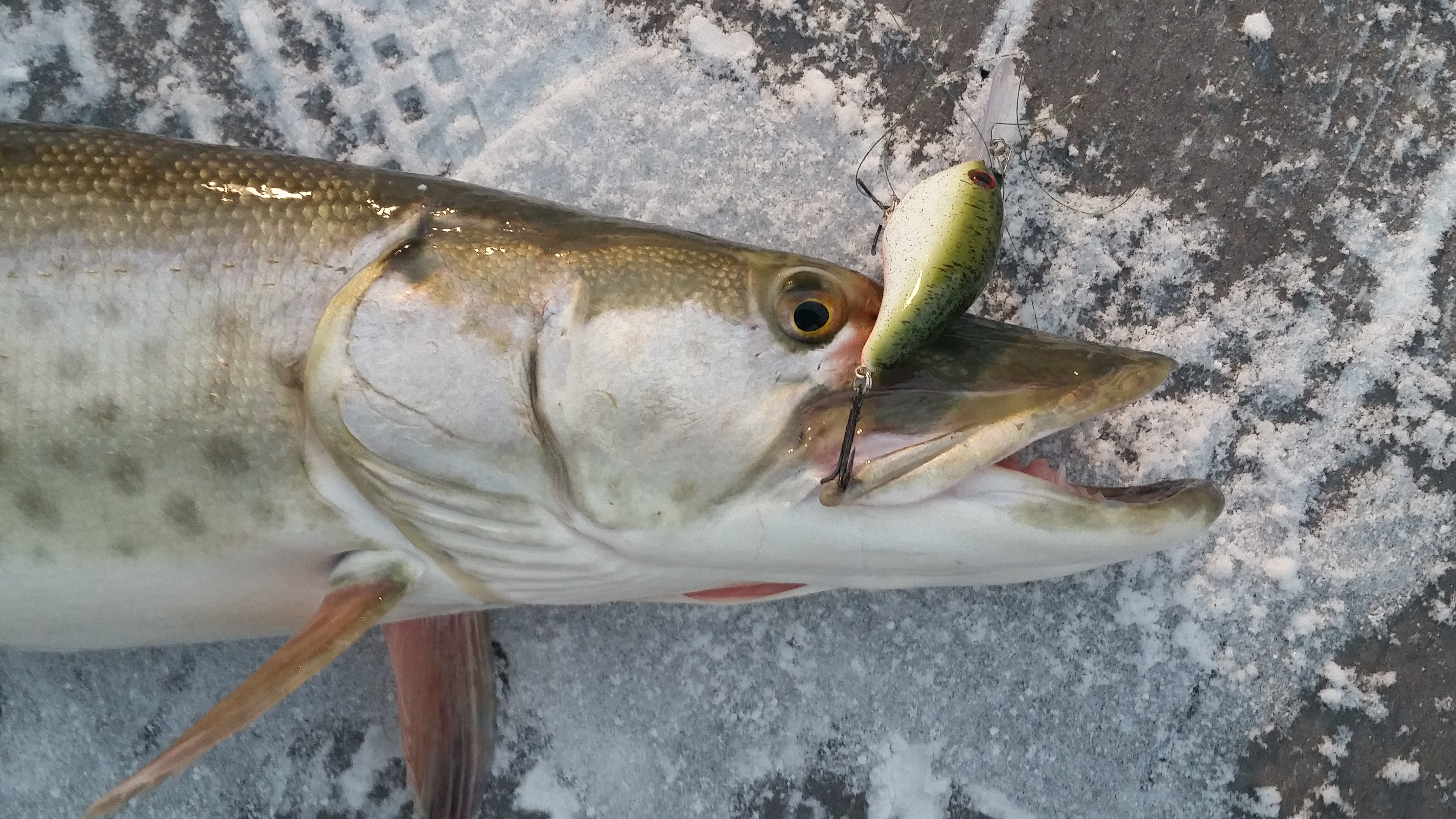
在圣克莱尔湖冬季捕到的一条斑点大狗鱼

北美狗鱼与其他狗鱼种的混交使得分类变得复杂。生物学家目前正式承认的有三个亚种：
- 斑点大狗鱼（spotted muskellunge，Esox masquinongy masquinongy），也称五大湖大狗鱼（Great Lakes muskellunge），身上有斜这排列分布的黑色斑点，主要分布在五大湖沿岸流域；
- 条纹大狗鱼（barred muskellunge，Esox masquinongy ohioensis），也称肖托夸大狗鱼（Chautauqua muskellunge），主要分布在俄亥俄河水系、肖托夸湖、安大略湖和圣劳伦斯河流域；
- 浅色大狗鱼（clear muskellunge，Esox masquinongy immaculatus），主要分布在威斯康辛、明尼苏达、安大略西北和马尼托巴东南的内陆湖泊。

虎纹大狗鱼（tiger muskellunge，E. masquinongy × lucius或E. lucius × masquinongy）是北美狗鱼和白斑狗鱼的杂交种，在生理上具有一定的杂种优势，生长速度远远快于纯种北美狗鱼，但是没有繁殖能力，最大尺寸小于纯种，寿命也更短。

## 描述
北美狗鱼在外观和行为上都酷似其他狗鱼科动物，如白斑狗鱼和带纹狗鱼。与其他狗鱼一样，其身体为典型的伏击捕食形状，体长，头部和背部很平，骨盆和肛门在身体的后方。北美狗鱼通常长度为28—48英寸（0.71—1.22），重量为5—36磅（2.3—16.3），有些可以达到6英尺（1.8）并接近70磅（32）。其颜色为浅灰色、棕色或绿色，侧面有暗色垂直条纹，有些可能是斑点。有些鱼甚至没有斑纹，尤其是在混浊的水中生活的鱼。这是与白斑狗鱼相反的，白斑狗鱼身体为深色，斑纹为浅色。一种可靠的区分两个物种的方法是数下颌骨下侧的感觉孔。北美狗鱼每侧有7个以上，白斑狗鱼从未超过6个。北美狗鱼的尾部更尖，白斑狗鱼则相对更圆。
和其他狗鱼一样，北美狗鱼是伏击捕食者，并且是任何所在水域的顶级掠食者。它们捕食当地生态系统的所有鱼类（包括相食同类），同时也会捕食昆虫、麝鼠、褐鼠、小鼠、蛙类和鸭类。因其胃部庞大，北美狗鱼可以吞食达到自己身长三分之二尺寸的猎物。曾有较大的北美狗鱼袭击小型犬甚至人的报道，虽然这里面大多有夸大的成分。

## 經濟利用
本魚可做為食用魚、觀賞魚及遊釣魚。